# مقاوم كهربائي
المقاوم الكهربائي مكون كهربي ذو طرفين يطبق المقاومة الكهربية كعنصر في الدائرة الكهربية. المقاومات تعمل للحد من مرور التيار الكهربائي، وفي نفس الوقت تعمل على تقليل مستويات الجهد الكهربائي داخل الدائرة الكهربائية. المقاومات قد تكون مقاومة ثابتة أو مقاومة متغيرة مثل : المقاومة الحرارية أو الفاريستور أو الترامير أو المقاومة الضوئية أو مقاومة الرطوبة أو مقاومة الضغط أو مقياس الجهد الانزلاقي.
التيار الكهربائي يمر في المقاومة في علاقة خطية مع الجهد الكهربائي عبر أطراف المقاومة. العلاقة بينهم تتمثل بقانون أوم.

## توصيل المقاومات على التوالي والتوازي
عند توصيل المقاومات على التوالي فإن المقاومة الكلية تساوي حاصل جمع جميع المقاومات.
قانون اوم
V÷R×I
الجهد الثابت على كل مقاومه
It=I1=I2=I3
الجهد يتجزا على كل مقاومه
Vt=V1+V2+V3
المقاومه الكليه
Rt=R1+R2+R3

وعند توصيل المقاومات على التوازي، تحسب المقاومة الكلية بالقانون التالية
الجهد الكلي الثابت لا يتجزا
Vt=V1=V2=V3
التيار الكلي يتجزا
It=I1+I2+I3
المقاومه الكليه في حاله مقاومتين
Rt=R1×R2÷R1+R2
أو أكثر من مقاوم
Rt÷1=R1÷1 +R2÷1 +R3÷1